# 起点中文网
起点中文网是中国大陆一个原创網絡文学网站，成立于2002年5月，前身为玄幻文学协会。起点以收录玄幻、武侠、军事等原创网络小说而著名，主要提供由网絡作家独立创作的小说。对于已经发表完成的作品，也会进行出版为实体书或者电子书版本。由上海玄霆娱乐信息科技有限公司运营，在2003年10月开始了在线收费阅读服务。2004年10月被盛大网络收购成为盛大全资子公司，2008年7月4日，盛大文学成立，起点中文网成为盛大文学的一部分。2015年3月30日在騰訊文學收購盛大文學後整編成為閱文集團的一部分。

## 歷史
2001年11月網絡論壇玄幻文学协会成立，此为起点中文网的前身。2002年5月玄幻文学协会正式创办起点中文网，仍属于个人站点性质。
2003年8月25日起点第二版改良版发布。同年8月31日，另一網上文學站點《幻剑書盟》发布作品收录原则，宣布将内容有较多情色、暴力描写的作品，定级为限制性作品，禁止该类作品上榜，令不少過往投身幻劍書盟的網絡作家被驱逐，因而转投起点。10月初起点中文网推出带有营利性质的VIP电子出版作品，但計劃严重受挫。到了10月10号正式开始时，总共只凑齐了五本VIP作品，形势极其严峻。起点决定其上架的VIP作品在第一个月对会员免费，并且确立了每千字0.02元人民幣的全额优惠的稿费制度。这个无奈之举，发展到后来却几乎形成網絡文學稿酬的行业标准。11月10日起點VIP的优惠期结束，從該年10月截至當日，整個網站不过只有23部VIP作品，而且里面有相当部分是友情签约。但是由于起点采用的是全额支付的制度，使得第一个月就有作者的稿费超过千元。正是在这种情况下，起点发表了“起点中文网：VIP订阅制度试行回顾”的公告，宣布「在VIP会员的踊跃订阅下，VIP的优秀作品已经达到每千字10元人民幣的稿费水平，订阅成绩最好的作者在本月里已经收入超过千元的稿费」。
2003年11月起点中文网获得2003年度中国个人网站大赛第一名。12月尾起点宣布「VIP计划中订阅率最高的作品已经达到每千字20元人民幣稿费」，VIP制度已经走上正轨。
2004年4月1日随着新版VIP阅读器的推出，起点VIP作品总数增加約100部。起点在當時的公告中称「经近半年的不断努力和发展，其中稿酬最高已经达到创记录的每千字40元人民幣（即单章节2000人次订阅），数十部作品稿酬收入在每千字20至40元人民幣之间，起点累计发放稿酬已近十万余人民幣，仅3月份起点VIP作者稿酬冠军就得到超过4000余人民幣的月收入。10月盛大互动娱乐有限公司收购起点中文网。
2008年7月4日，成为盛大文学旗下网站。
2015年1月26日随着盛大文学和腾讯公司旗下的腾讯文学合并成立阅文集团，成为阅文集团旗下网站。
2019年5月20日，起点中文网负责人因「对用户发布违法违规信息未尽到管理义务，传播导向错误、低俗色情小说」等问题遭到上海市网信办等部门约谈，部分频道暂停更新，另有部分作者帐号遭封禁。